# Maxim's
Maxim's je luxusní restaurace v Paříži. Nachází se na ulici Rue Royale č. 3 v 8. obvodu.

## Historie
Restaurant otevřel 7. dubna 1893 číšník Maxime Gaillard. Poté podnik koupil Eugène Cornuché, který jej nechal v roce 1900 u příležitosti světové výstavy vyzdobit v secesním stylu. Podnik se orientoval na vyšší společnost a podnik navštěvovaly osobnosti jako např. Eduard VII., Marcel Proust, Georges Feydeau, Mistinguett, Jean Bugatti, Tristan Bernard nebo Jean Cocteau.
Od roku 1932 byl podnik téměř 50 let v majetku rodiny Vaudable.
Během německé okupace Paříže (1940–1944) podnik vedl berlínský restauratér Otto Horcher a patřil k oblíbeným podnikům německých důstojníků. V červnu 1940 jej navštívil Hermann Göring a opakovaně zde byl Albert Speer při svých četných návštěvách Paříže. Setkal se zde mj. i se sochařem Arno Brekerem.
V roce 1979 bylo secesní zařízení restaurace zapsáno na seznam historických památek.
Od roku 1981 podnik vede módní návrhář Pierre Cardin, který jej částečně upravil na muzeum.
Vedle hlavního podniku v Paříži otevřel Cardin také pobočky v Monte Carlu, Bruselu, Ženevě, Pekingu, Šanghaji a Tokiu.

## Musée Maxim's
Muzeum se nachází v podlažích nad restaurací a představuje nejvýznamnější francouzskou soukromou sbírku období Belle Époque: přes 750 kusů nábytku a uměleckých předmětů na ploše 350 m2 ve dvoupodlažním bytě, kde jsou zastoupeni Louis Majorelle, Eugène Gaillard, Émile Gallé, Hector Guimard, Clément Massier, Tiffany, Henri de Toulouse-Lautrec aj.

## Restaurace v kultuře
- V operetě Veselá vdova Franze Lehára z roku 1905 je restaurace Maxim's jedním z míst.
- Dáma od Maxima je divadelní hra Georgese Feydeaua z roku 1899
- V letech 1927, 1933, 1939, 1953 a 1976 vznikly filmy Vrátný od Maxima podle stejnojmenné divadelní hry.
- V dánské filmové komedii Olsen-banden over alle bjerge (1981) sem vpadne skupina dánských detektivů a vyvolá velký zmatek.
- Bonjour Tristesse - film z roku 1958 s Juliette Gréco
- Chéri - film z roku 2009 s Michelle Pfeifferovou